# Axiome de la réunion
En théorie des ensembles, l’axiome de la réunion (ou «axiome de la somme») est l'un des axiomes de la théorie des ensembles de Zermelo-Fraenkel, ZF. Il affirme que, pour tout ensemble A, il existe un ensemble qui contient tous les éléments des ensembles éléments de l'ensemble A, et seulement ceux-ci (le contexte est celui d'une théorie où tous les objets sont des ensembles, en particulier A est un ensemble d'ensembles, sinon il faut le préciser).
Cet axiome permet avec l'aide de l'axiome de l'ensemble des parties et le schéma d'axiomes de remplacement (qui démontrent l'axiome de la paire de la théorie de Zermelo Z, redondant donc dans ZF) de démontrer que la réunion de deux ensembles (qui contient exactement les éléments des deux ensembles) est un ensemble.
Dans le langage formel de l'axiomatique ZF, l'axiome s'écrit :

{\displaystyle \forall A\ \exists B\ \forall C\ {\Big (}C\in B\Leftrightarrow \exists D\ (D\in A\wedge C\in D){\Big )}}.
La clause placée entre parenthèses et faisant intervenir D sert à déclarer que C est élément d'un certain ensemble, lui-même élément de A. Ainsi, l'axiome affirme bien, qu'étant donné un ensemble A, il existe un ensemble B dont les éléments sont précisément les éléments des éléments de A. L'axiome d'extensionnalité prouve que cet ensemble B est unique. L'ensemble B est appelé la réunion de A, et est noté ⋃A. Ainsi l'axiome dit essentiellement que la réunion de tous les éléments d'un ensemble est un ensemble. Dans le cas particulier où A est l'ensemble vide, on obtient l'ensemble ⋃∅ = ∅ (l'axiome n'est pas utile pour démontrer l'existence de ⋃∅).
L'axiome de la réunion ou un équivalent de celui-ci apparaît dans pratiquement toute autre axiomatique de la théorie des ensembles.
Il n'y a pas d'axiome correspondant pour l'intersection. Dans le cas où A est l'ensemble vide, il n'y a aucune intersection de A dans ZF. D'autre part, si A a un certain élément B, l'ensemble {\displaystyle \bigcap A=\{C\in B\mid \forall D\in A\cdot \ C\in D\}} peut être formé en employant le schéma d'axiomes de compréhension.